# Românești (Iași)
Pour les articles homonymes, voir Românești.
Românești est une commune roumaine située dans le județ de Iași.